# Hana Seichterová
Hana Štěpánová Seichterová (* 1984 Šternberk) je česká archivářka a muzeoložka.

## Životopis
Hana Seichterová se narodila v roce 1984 ve Šternberku. V roce 2008 získala na Filozofické fakultě Masarykovy univerzity v Brně bakalářský titul obhajobou práce Pečeti obcí bývalého sovineckého panství, přičemž tematice komunální sfragistiky se věnovala i ve své diplomové práci obhájené v roce 2010. V roce 2023 obhájila disertační práci Úřad podkomořího na Moravě v 16. a na počátku 17. století na Univerzitě Palackého v Olomouci a získala velký doktorát. Je archivářkou ve státním okresním archivu v Olomouci. Odborně se věnuje pracím o pečetích a podkomořích markrabství moravského.
Angažuje se v komunitním životě v Medlově, kde působí na zastupitelstvu jako členka kontrolního výboru.